# Кровавая дорога (фильм, 1995)
«Кровавая дорога» (англ. Destination Vegas) — фильм режиссёра Пола Винна.

## Сюжет
Юристка крупной корпорации обнаруживает, что руководство компании замешано в убийстве. Добыв улики, девушка отправляется в Лас-Вегас, где собирается открыть правду о компании во время подписания крупной сделки, на котором будет присутствовать пресса. За ней охотятся двое убийц, нанятых компанией. Девушка, угрожая пистолетом, заставляет молодого парня везти её в Вегас и помогать ей. Позже оказывается, что парень недавно вышел из тюрьмы, а раньше работал водителем у грабителей банков.

## В ролях
- Ричард Линч — Ричард
- Дженнифер Соммерфилд — Мисси
- Стивен Полк — Грэм
- Клод Дюамель — Техас

## Создатели фильма
- Режиссёр — Пол Винн
- Авторы сценария — Лесли МакРэй, Пол Винн
- Продюсер — Пол Винн
- Исполнительные продюсеры — Лиман Сетинье, Бернд Гаумер, Эксл Манч
- Редакторы — Уильям Молина, Чарльз Симмонс
- Композитор — Питер Томашек
- Оператор — Уильям Молина